# Исторический музей Боснии и Герцеговины
Исторический музей Боснии и Герцеговины (босн. Historijski muzej Bosne i Hercegovine) — музей в Сараево, Босния и Герцеговина.
Музей был основан 13 ноября 1945 года как «Музей национального освобождения».
До 1950 года он находился в помещении Этнографического отдела Национального музея Боснии и Герцеговины. Затем название было изменено на «Музей Народной революции Боснии и Герцеговины». В 1956 году музей был переведен в здание мэрии Сараево, где размещался в семи комнатах, которые служили административными помещениями и складом. Более крупные экспонаты хранились в железнодорожной мастерской. Проект собственного здания музея был разработан в рамках единой застройки района Мариин двор. Строительные работы начались в октябре 1959, и были завершены в июле 1963 года. Первая постоянная экспозиция музея была торжественно открыта для публики в Национальный день Боснии и Герцеговины, 25 ноября 1966 года.
Своё действующее название музей получил в 1993 году.
В историческом музее хранится более 400 000 различных артефактов. 

## Галерея

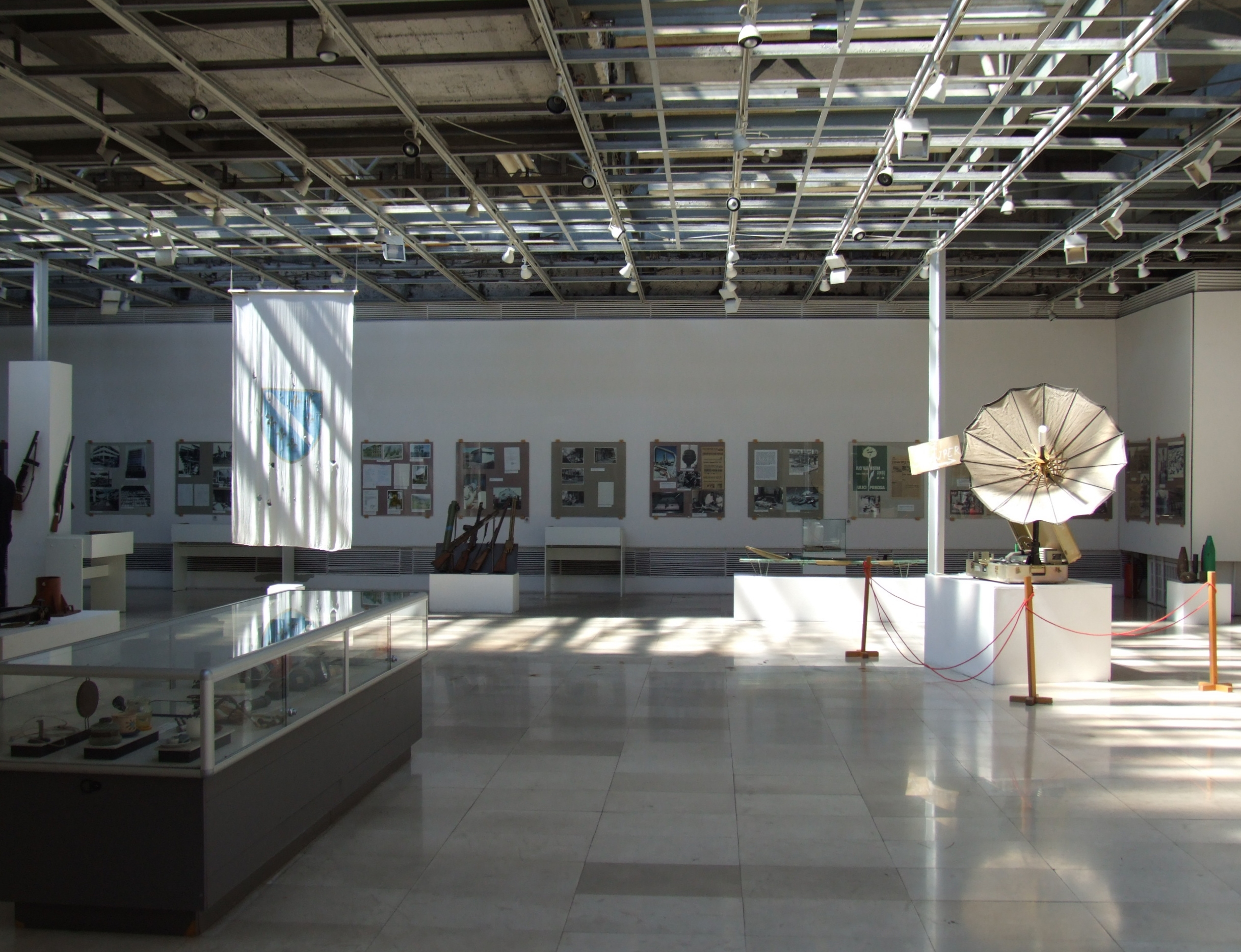
Интерьер в 2012 году
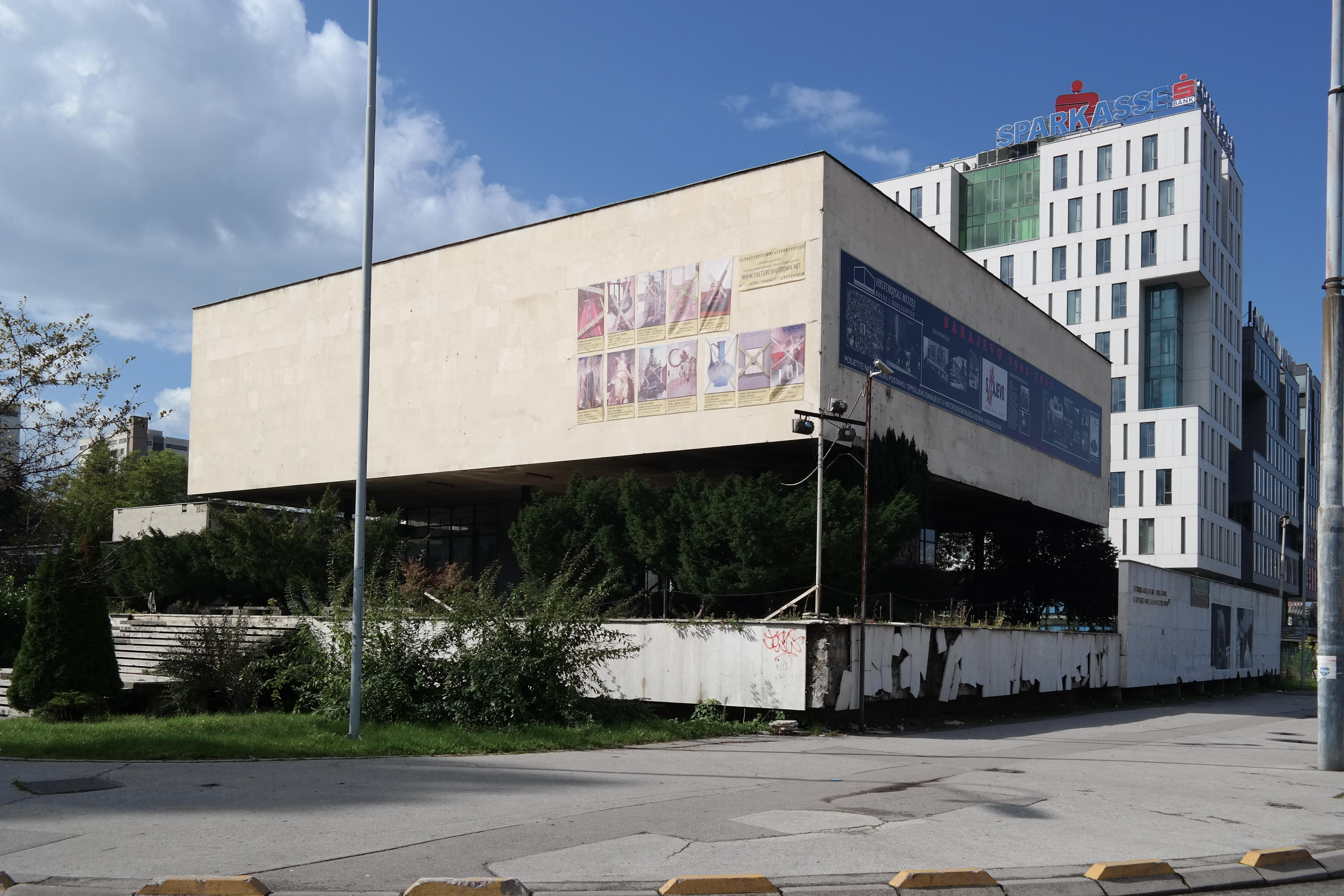
Здание в 2014 году
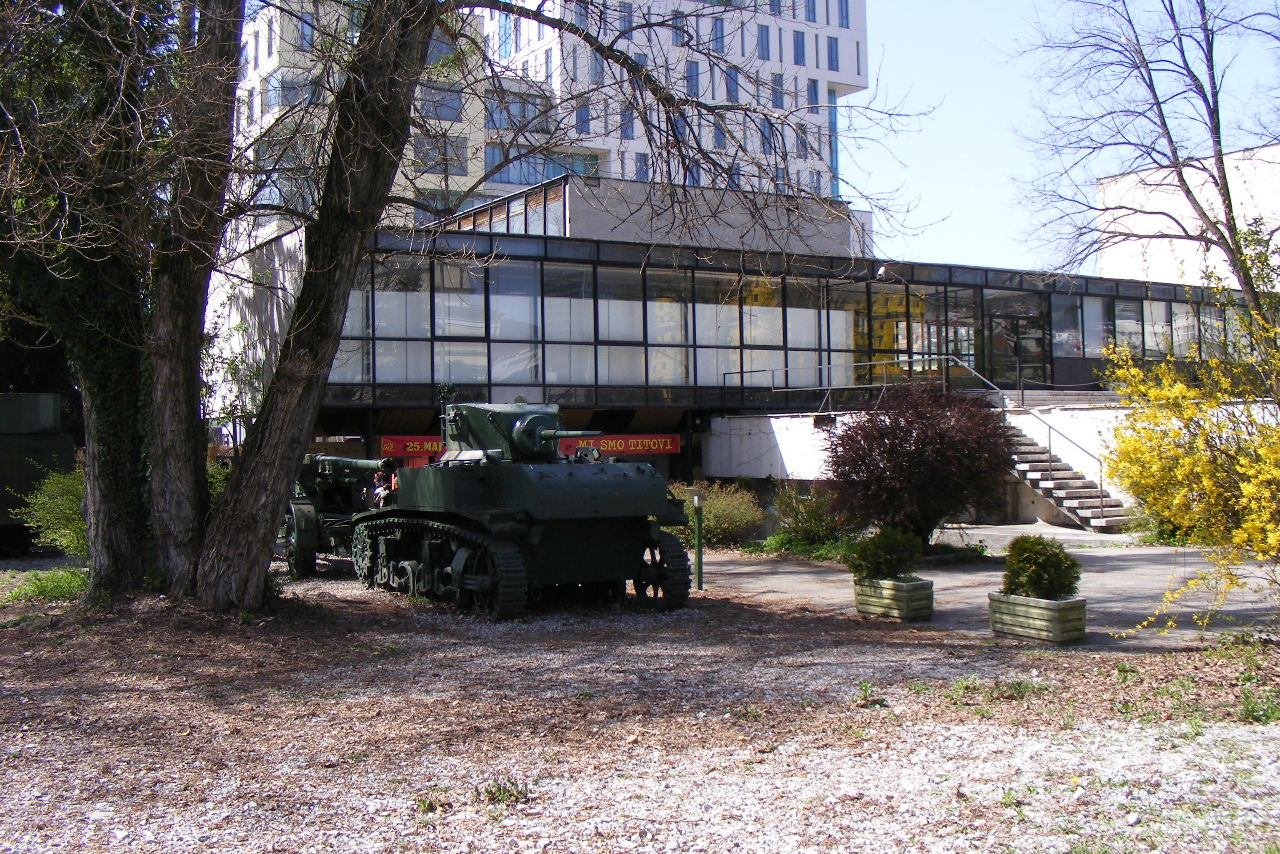
Музейный сад